# Chiyogami

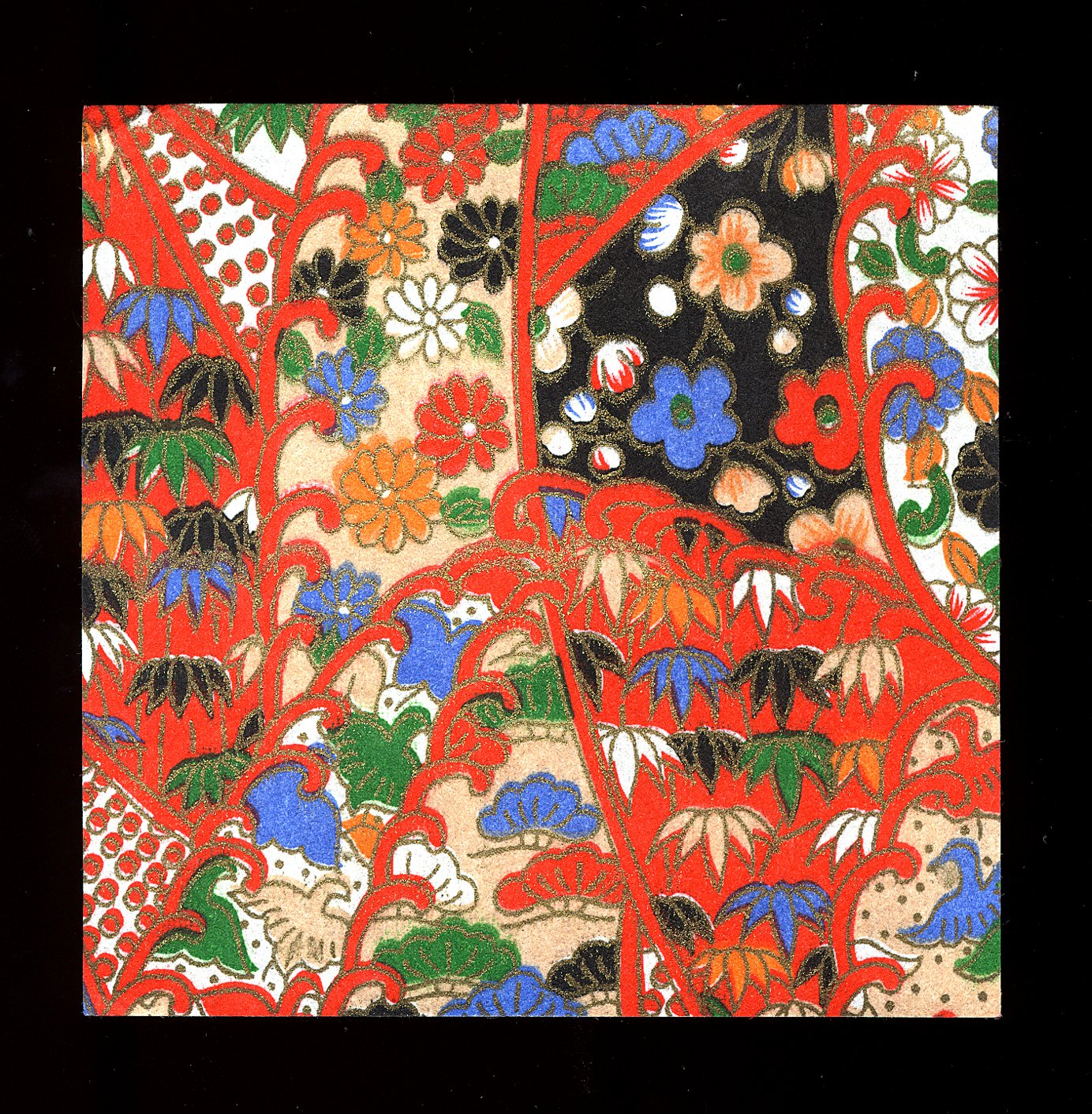
Papier chiyogami.

Le chiyogami (千代紙, ちよがみ, littéralement « papier de mille ans », signifiant aujourd'hui « façonnage du papier ») est le regroupement des disciplines des arts et artisanats du papier au Japon.

## Étymologie
- Chiyo (千代?) signifie « période de mille ans ».
- Kami (紙?) signifie papier (kami --> gami, voir rendaku).

## Histoire
Le chiyogami est dépendant de l'invention du papier en Chine. Très tôt, les papiers découpés appelés jiǎnzhǐ (剪纸, papier découpé) sont devenus populaire en Chine. Comme beaucoup d'arts de la culture chinoise, ils se sont répandus au Japon via la Corée. Cependant, des arts tels que les pliages de l'origami semblent être propres au Japon.

## Disciplines principales
Le chiyogami regroupe notamment les disciplines suivantes :
- l'origami (折り紙?, du verbe oru [折る, plier] et du mot kami [紙, papier]), pliage sans découpe ni collage ;
- le kirigami (切り紙?, du verbe kiru [切る, couper] et du mot kami [紙, papier]), pliage avec découpe mais sans collage ;
- le pepakura (ペパクラ?, de l'anglais papercraft, littéralement « artisanat du papier »), avec découpe et collage.

L'origami comme le pepakura comporte des figures mobiles ou animables. Les cartes ou livres pop-up sont classés dans le kirigami.